# Гаянсько-суринамські стосунки
Гаянсько-суринамські стосунки — двосторонні відносини між Гаяною і Суринамом. Дипломатичні відносини було встановлено 1966 року. Протяжність державного кордону між країнами становить 836 км.

## Історія

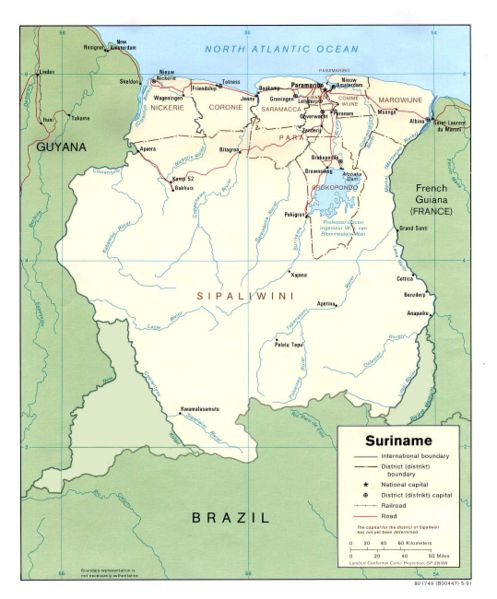
Карта Суринаму разом зі спірною ділянкою території Гаяни (на заході).

Відносини між країнами досить напружені. Суринам має територіальні претензії до східної частини території Гаяни, а саме до ділянки землі трикутної форми, розташованому між річкою Новою і річкою Корантейн на південному сході Гаяни.
1969 року Суринам ввів війська на спірну територію; в ході збройного зіткнення з озброєними силами Гаяни вони були змушені відступити назад через державний кордон. Незважаючи на те, що Суринам не робив жодних подальших спроб захопити територію силою, залишаються два проблемних питання у відносинах між країнами.
Перше: насильницька депортація громадян Гаяни, які проживали в Суринамі. 1980 року почався економічний спад Суринаму. У цьому спаді президент країни підполковник Дезі Баутерсе звинуватив гаянських іммігрантів, багато з яких були фермерами і вирощували рис. За наказом Дезі Баутерсе гаянських фермерів було депортовано з території Суринаму.
Друге: право на риболовлю на спірній території. Обидві країни періодично затримують рибалок з сусідньої держави на річці Корантейн, рибальські судна як правило конфіскуються.

## Див. також
- Венесуельсько-гаянські відносини
- Міжнародні відносини